# محمية الليطاني النهرية
محمية الليطاني النهرية محمية طبيعية لبنانية، تشرف عليها القوات المسلحة اللبنانية. تقع محمية الليطاني في محيط جسر القاسمية، حيث أن طبيعة المنطقة العسكرية أبعدت الصيادين عنها.
استوطنت هذه المنطقة العديد من الطيور مثل: الصلندة الغراء دجاج الماء وبط الحذف الصيفي والحذف الشتوي والبط الشريف والأوز الأبيض الجبهة والبشلون الذهبي وغراب الليل ومالك الحزين الرمادي وصياد الماء الأزرق والشحرور والبلبل وأم سكعكع والصنلج ويمام النخل والصفراية والباشق الأوربي والبوبانة وعصفور قرد القصب.